# أنيميك فان فليوتن
أنيميك فان فليوتن (بالإنجليزية:Annemiek van Vleuten؛ مواليد 8 أكتوبر 1982) هي دراجة هولندية.
يوم 7 أغسطس 2016، وأثناء مشاركتها في الألعاب الأولمبية الصيفية 2016 وبينما كانت في مقدمة السباق النهائي على بعد 12 كلم من خط النهاية، انقلبت دراجة فان فليوتن متسببة في سقوطها القوي على مدرج السباق وفقدت الوعي. بعد نقلها للمستشفى، أُعلن عن تعرضها لثلاث كسور في العمود الفقري وارتجاجٍ في المخ.

## سباقات أو مراحل فازت بها
| التاريخ        | السباق                                                                          | المركز                                                                  |
| -------------- | ------------------------------------------------------------------------------- | ----------------------------------------------------------------------- |
| 27 أبريل 2008  | Grote Prijs Stad Roeselare 2008                                                 |                                                                         |
| 01 يناير 2010  | كأس العالم لسباق الدراجات على الطريق للسيدات 2010                               | السادس في تصنيف النقاط                                                  |
| 01 يناير 2010  | 2010 Gracia-Orlová                                                              |                                                                         |
| 01 يناير 2010  | سباق الدراجات على الطريق للسيدات 2010                                           | السادس في تصنيف النقاط                                                  |
| 04 أبريل 2010  | طواف فلاندرز للسيدات 2010                                                       | العاشر في التصنيف العام                                                 |
| 05 أبريل 2010  | Grand Prix de Dottignies 2010                                                   | الثامن في التصنيف العام                                                 |
| 08 أبريل 2010  | Drentse 8 van Dwingeloo 2010                                                    | الثالث في التصنيف العام                                                 |
| 10 أبريل 2010  | Ronde van Drenthe 2010                                                          | الثاني في التصنيف العام                                                 |
| 11 أبريل 2010  | Novilon Eurocup Ronde van Drenthe 2010                                          |                                                                         |
| 25 أبريل 2010  | Grote Prijs Stad Roeselare 2010                                                 |                                                                         |
| 23 مايو 2010   | Tour de l'Aude Cycliste Féminin 2010                                            | الرابع في تصنيف الجبال، الخامس في التصنيف العام، الخامس في تصنيف النقاط |
| 08 يونيو 2010  | 2010 Durango-Durango Emakumeen Saria                                            |                                                                         |
| 13 يونيو 2010  | طواف الباسك للسيدات 2010                                                        |                                                                         |
| 19 يونيو 2010  | Ster Zeeuwsche Eilanden 2010                                                    |                                                                         |
| 14 أغسطس 2010  | 2010 La Route de France                                                         | الأول في التصنيف العام                                                  |
| 01 يناير 2011  | كأس العالم لسباق الدراجات على الطريق للسيدات 2011                               | الأول في تصنيف النقاط                                                   |
| 03 أبريل 2011  | طواف فلاندرز للسيدات 2011                                                       | الأول في التصنيف العام                                                  |
| 28 مايو 2011   | 7-Dorpenomloop Aalburg 2011                                                     |                                                                         |
| 31 يوليو 2011  | أوبن دي سويد فارجاردا - سباق الطريق 2011                                        | الأول في التصنيف العام                                                  |
| 24 أغسطس 2011  | Trophée d'Or féminin 2011                                                       |                                                                         |
| 27 أغسطس 2011  | Women Plouay Grand Prix 2011                                                    | الأول في التصنيف العام                                                  |
| 17 سبتمبر 2011 | Finale Lotto Cycling Cup - Breendonk 2011                                       |                                                                         |
| 22 أبريل 2012  | Grote Prijs Stad Roeselare 2012                                                 |                                                                         |
| 29 أبريل 2012  | جراند بريكس إلسي جاكوبس 2012                                                    |                                                                         |
| 20 مايو 2012   | Gran Premio Comune di Cornaredo 2012                                            |                                                                         |
| 25 مايو 2012   | Holland Hills Classic 2012                                                      |                                                                         |
| 26 مايو 2012   | 7-Dorpenomloop Aalburg 2012                                                     |                                                                         |
| 10 يونيو 2012  | طواف الباسك للسيدات 2012                                                        |                                                                         |
| 20 يونيو 2012  | سباق الدراجات ضد الساعة للسيدات في بطولة هولندا 2012                            |                                                                         |
| 23 يونيو 2012  | سباق الطريق للسيدات في بطولة هولندا 2012                                        |                                                                         |
| 24 مايو 2013   | Holland Hills Classic 2013                                                      |                                                                         |
| 19 يونيو 2013  | سباق الدراجات ضد الساعة للسيدات في بطولة هولندا 2013                            |                                                                         |
| 22 يونيو 2013  | سباق الطريق للسيدات في بطولة هولندا 2013                                        |                                                                         |
| 08 سبتمبر 2013 | بويز ليديز تور 2013                                                             |                                                                         |
| 25 يونيو 2014  | سباق الدراجات ضد الساعة للسيدات في بطولة هولندا 2014                            |                                                                         |
| 15 سبتمبر 2014 | 2014 Lotto Belisol Belgium Tour                                                 |                                                                         |
| 01 يناير 2015  | 2015 Giro della Toscana Int. Femminile – Memorial Michela Fanini                |                                                                         |
| 03 مايو 2015   | جراند بريكس إلسي جاكوبس 2015                                                    |                                                                         |
| 27 يونيو 2015  | سباق الطريق للسيدات في بطولة هولندا 2015                                        |                                                                         |
| 03 يوليو 2015  | طواف إيطاليا للسيدات 2015، المرحلة 1                                            | متصدر الترتيب العام في نهاية المرحلة                                    |
| 27 مايو 2016   | Holland Hills Classic 2016                                                      |                                                                         |
| 22 يونيو 2016  | سباق الدراجات ضد الساعة للسيدات في بطولة هولندا 2016                            |                                                                         |
| 09 سبتمبر 2016 | لوتو بلجام تور 2016                                                             | الأول في التصنيف العام                                                  |
| 01 يناير 2017  | طواف العالم للدراجات للسيدات 2017                                               |                                                                         |
| 01 يناير 2017  | سباق الدراجات على الطريق للسيدات 2017                                           | الأول في تصنيف النقاط                                                   |
| 28 يناير 2017  | Cadel Evans Great Ocean Road Race Women 2017                                    | الأول في التصنيف العام                                                  |
| 07 مايو 2017   | طواف جزيرة تشونغ مينغ سباق المرحلة 2017                                         |                                                                         |
| 16 مايو 2017   | 2017 Durango-Durango Emakumeen Saria                                            | الأول في التصنيف العام                                                  |
| 21 يونيو 2017  | سباق الدراجات ضد الساعة للسيدات في بطولة هولندا 2017                            |                                                                         |
| 09 يوليو 2017  | طواف إيطاليا للسيدات 2017                                                       | الأول في تصنيف الجبال، الأول في تصنيف النقاط، الثالث في التصنيف العام   |
| 22 يوليو 2017  | سباق لو تور دو فرانس 2017                                                       | الأول في التصنيف العام                                                  |
| 03 سبتمبر 2017 | بويز ليديز تور 2017                                                             | الأول في التصنيف العام، الثاني في تصنيف النقاط، السادس في تصنيف الجبال  |
| 19 سبتمبر 2017 | سباق الزمن للسيدات في بطولة العالم 2017                                         | الأول في التصنيف العام                                                  |
| 01 يناير 2018  | سباق الدراجات على الطريق للسيدات 2018                                           | الأول في تصنيف النقاط                                                   |
| 01 يناير 2018  | طواف العالم للدراجات للسيدات 2018                                               | الأول في تصنيف النقاط                                                   |
| 15 يوليو 2018  | طواف إيطاليا للسيدات 2018                                                       | الأول في التصنيف العام، الأول في تصنيف النقاط، الثاني في تصنيف الجبال   |
| 17 يوليو 2018  | سباق لو تور دو فرانس 2018                                                       | الأول في التصنيف العام، الثاني في تصنيف النقاط                          |
| 22 أغسطس 2018  | 2018 Veenendaal Veenendaal Classic (women)                                      | الأول في التصنيف العام                                                  |
| 02 سبتمبر 2018 | بويز ليديز تور 2018                                                             | الأول في التصنيف العام، الأول في تصنيف النقاط، الثالث في تصنيف الجبال   |
| 16 سبتمبر 2018 | سباق سيراتزيت تشالنج 2018                                                       |                                                                         |
| 25 سبتمبر 2018 | بطولة العالم لسباق الدراجات على الطريق 2018 – سباق الزمن للسيدات                | الأول في التصنيف العام                                                  |
| 21 أكتوبر 2018 | سباق قوانغشي للسيدات 2018                                                       |                                                                         |
| 01 يناير 2019  | طواف العالم للدراجات للسيدات 2019                                               |                                                                         |
| 09 مارس 2019   | ستراد بينك للسيدات 2019                                                         | الأول في التصنيف العام، الأول في تصنيف النقاط                           |
| 28 أبريل 2019  | لييج-باستون-لييج للسيدات 2019                                                   | الأول في التصنيف العام، الأول في تصنيف النقاط                           |
| 11 مايو 2019   | طواف جزيرة تشونغ مينغ سباق المرحلة 2019                                         |                                                                         |
| 18 مايو 2019   | طواف أمجين كاليفورنيا - للسيدات 2019                                            |                                                                         |
| 15 يونيو 2019  | طواف السيدات 2019                                                               |                                                                         |
| 26 يونيو 2019  | سباق الدراجات ضد الساعة للسيدات في بطولة هولندا 2019                            |                                                                         |
| 14 يوليو 2019  | طواف إيطاليا للسيدات 2019                                                       | الأول في التصنيف العام، الأول في تصنيف الجبال، الأول في تصنيف النقاط    |
| 19 يوليو 2019  | سباق لو تور دو فرانس 2019                                                       | الأول في تصنيف النقاط، الخامس في تصنيف الجبال، السابع في التصنيف العام  |
| 03 أغسطس 2019  | رايد لندن الكلاسيكي 2019                                                        | الأول في تصنيف النقاط                                                   |
| 17 أغسطس 2019  | أوبن دي سويد فارجاردا - سباق الزمن للفرق 2019                                   |                                                                         |
| 18 أغسطس 2019  | أوبن دي سويد فارجاردا - سباق الطريق 2019                                        | الأول في تصنيف النقاط                                                   |
| 15 سبتمبر 2019 | سباق سيراتزيت تشالنج 2019                                                       |                                                                         |
| 28 سبتمبر 2019 | سباق الطريق للسيدات في بطولة العالم 2019                                        | الأول في التصنيف العام                                                  |
| 29 فبراير 2020 | طواف نيوشبلاد للسيدات 2020                                                      | الأول في التصنيف العام                                                  |
| 22 يوليو 2020  | 2020 Emakumeen Nafarroako Klasikoa                                              | الأول في التصنيف العام                                                  |
| 23 يوليو 2020  | 2020 Clásica Féminas de Navarra                                                 | الأول في التصنيف العام                                                  |
| 26 يوليو 2020  | 2020 Durango-Durango Emakumeen Saria                                            | الأول في التصنيف العام                                                  |
| 01 أغسطس 2020  | ستراد بينك للسيدات 2020                                                         | الأول في التصنيف العام، الثاني في تصنيف النقاط                          |
| 22 أغسطس 2020  | سباق الطريق للسيدات في بطولة هولندا 2020                                        |                                                                         |
| 27 أغسطس 2020  | سباق الطريق لنخبة السيدات في بطولة أوروبا 2020                                  | الأول في التصنيف العام                                                  |
| 01 يناير 2021  | طواف العالم للدراجات للسيدات 2021                                               | الأول في تصنيف النقاط                                                   |
| 01 يناير 2021  | سباق الدراجات على الطريق للسيدات 2021                                           | الأول في تصنيف النقاط                                                   |
| 31 مارس 2021   | دفارز دور فلاندرز للسيدات 2021                                                  | الأول في التصنيف العام                                                  |
| 04 أبريل 2021  | طواف فلاندرز للسيدات 2021                                                       | الأول في التصنيف العام، الرابع في تصنيف النقاط                          |
| 09 مايو 2021   | سيتمانا فالنسيا 2021                                                            | الأول في التصنيف العام، السادس في تصنيف الجبال                          |
| 13 مايو 2021   | 2021 Emakumeen Nafarroako Klasikoa                                              | الأول في التصنيف العام                                                  |
| 28 يوليو 2021  | ركوب الدراجات في الألعاب الأولمبية الصيفية 2020 - سباق الزمن على الطريق للسيدات | الأول في التصنيف العام                                                  |
| 31 يوليو 2021  | دونوستيا سان سيباستيان كلاسيكوا للسيدات 2021                                    | الأول في التصنيف العام، الأول في تصنيف النقاط                           |
| 15 أغسطس 2021  | طواف النرويج للسيدات 2021                                                       | الأول في التصنيف العام، السادس في تصنيف الجبال                          |
| 29 أغسطس 2021  | هولاند ليديز تور 2021                                                           |                                                                         |
| 30 أغسطس 2021  | جي بي دي بلواي 2021                                                             | الأول في تصنيف النقاط                                                   |
| 05 سبتمبر 2021 | سباق سيراتزيت تشالنج 2021                                                       | الأول في التصنيف العام، الثامن في تصنيف النقاط                          |
| 02 أكتوبر 2021 | باريس روبيه للسيدات 2021                                                        | الأول في تصنيف النقاط                                                   |
| 09 أكتوبر 2021 | طواف السيدات 2021                                                               |                                                                         |
| 23 أكتوبر 2021 | روند فان درينثي كأس العالم للسيدات 2021                                         | الأول في تصنيف النقاط                                                   |
| 01 يناير 2022  | طواف العالم للدراجات للسيدات 2022                                               | الأول في تصنيف النقاط                                                   |
| 01 يناير 2022  | سباق الدراجات على الطريق للسيدات 2022                                           |                                                                         |
| 20 فبراير 2022 | سيتمانا فالنسيا 2022                                                            | الأول في التصنيف العام، الثاني في تصنيف الجبال                          |
| 26 فبراير 2022 | أوملوب فان هيت هاجيلاند للسيدات 2022                                            | الأول في التصنيف العام                                                  |
| 24 أبريل 2022  | لييج-باستون-لييج للسيدات 2022                                                   | الأول في التصنيف العام، الثالث في تصنيف النقاط                          |
| 10 يوليو 2022  | طواف إيطاليا للسيدات 2022                                                       | الأول في التصنيف العام، الأول في تصنيف النقاط، الثالث في تصنيف الجبال   |
| 31 يوليو 2022  | طواف فرنسا للسيدات 2022                                                         | الأول في التصنيف العام، الثاني في تصنيف الجبال                          |
| 06 أغسطس 2022  | أوبن دي سويد فارجاردا - سباق الزمن للفرق 2022                                   |                                                                         |
| 07 أغسطس 2022  | أوبن دي سويد فارجاردا - سباق الطريق 2022                                        | الأول في تصنيف النقاط                                                   |
| 14 أغسطس 2022  | باتل أوف ذا نورث 2022                                                           |                                                                         |
| 27 أغسطس 2022  | جي بي دي بلواي 2022                                                             | الأول في تصنيف النقاط                                                   |
| 04 سبتمبر 2022 | هولاند ليديز تور 2022                                                           |                                                                         |
| 11 سبتمبر 2022 | سباق سيراتزيت تشالنج 2022                                                       | الأول في التصنيف العام، الثاني في تصنيف الجبال، الخامس في تصنيف النقاط  |
| 24 سبتمبر 2022 | سباق الطريق للسيدات في بطولة العالم 2022                                        | الأول في التصنيف العام                                                  |
| 07 مايو 2023   | سباق سيراتزيت تشالنج للسيدات 2023                                               | الأول في التصنيف العام، الثالث في تصنيف الجبال، الثالث في تصنيف النقاط  |
| 21 يونيو 2023  | سباق الزمن على الطريق للسيدات في بطولة هولندا 2023                              |                                                                         |
| 09 يوليو 2023  | طواف إيطاليا للسيدات 2023                                                       | الأول في التصنيف العام، الأول في تصنيف الجبال، الأول في تصنيف النقاط    |
| 27 أغسطس 2023  | باتل أوف ذا نورث 2023                                                           | الأول في التصنيف العام، الرابع في تصنيف الجبال، الرابع في تصنيف النقاط  |

## روابط خارجية
- أنيميك فان فليوتن على موقع الاتحاد الدولي للدراجات (الإنجليزية)
- أنيميك فان فليوتن على موقع أرشيف الدراجات (الإنجليزية)
- أنيميك فان فليوتن على موقع إحصائيات الدراجات الإحترافية (الإنجليزية)
- أنيميك فان فليوتن على موقع نسبة الدراجات (الإنجليزية)
- أنيميك فان فليوتن على موقع CycleBase (الإنجليزية)
- أنيميك فان فليوتن على موقع اللجنة الأولمبية الدولية (الإنجليزية)
- أنيميك فان فليوتن على موقع أوليمبيديا (الإنجليزية)
- أنيميك فان فليوتن على موقع تيم أن.أل (الهولندية)
- أنيميك فان فليوتن على موقع اللجنة الأولمبية الهولندية (الهولندية)